# واين هيكس
واين هيكس (بالإنجليزية: Wayne Hicks)‏ هو لاعب هوكي الجليد أمريكي، ولد في 9 أبريل 1937 في أبردين في الولايات المتحدة.

## وصلات خارجية
- واين هيكس على موقع دوري الهوكي الوطني (الإنجليزية)
- واين هيكس على موقع قاعة مشاهير الهوكي (لاعب أن.إتش.أل) (الإنجليزية)
- واين هيكس على موقع EliteProspects.com (الإنجليزية)
- واين هيكس على موقع HockeyDB.com (الإنجليزية)
- واين هيكس على موقع Hockey-Reference.com (الإنجليزية)